# Яма Араси
Яма Араси (яп. 山嵐 ямаараси, букв. «буря в горах», передний подхват под обе ноги с захватом за рукав и одноимённый отворот) — приём в дзюдо, входящий в раздел бросков, группу бросков из стойки, класс бросков для проведения которых в основном используются руки. 
Бросок за третьим номером входит в группу хабукарета ваза. В эту группу входят приёмы, вошедшие в список приёмов дзюдо кю-го кю разработанного Дзигоро Кано в 1895 году и исключённые из списка приёмов списком син-го кю 1920 года. В настоящее время входит в список 67 приёмов Кодокан-дзюдо. . Представляет собой амплитудный подхват под обе с захватом одноимённого отворота. ; может проводиться в падении. От обычного подхвата под обе ноги (Харай Госи) отличается другим захватом отворота (тыльной стороной кисти снаружи), и как следствие, направлением работы руки захватывающей отворот.   